# Prnjarovac
Prnjarovac – wieś w Chorwacji, w żupanii bielowarsko-bilogorskiej, w mieście Čazma. W 2011 roku liczyła 149 mieszkańców.